# 共終数
極限順序数{\displaystyle \alpha }の共終数（きょうしゅうすう、cofinality）とは、
{\displaystyle \beta }から{\displaystyle \alpha }への写像で
その値域が{\displaystyle \alpha }の中で非有界になっているようなものが存在するような
最小の{\displaystyle \beta }のことを言う。
ここで、{\displaystyle \alpha }の部分集合{\displaystyle X}が非有界であるとは、
全ての{\displaystyle \gamma \in \alpha }に対して、それよりも大きい
{\displaystyle X}の元が存在することをいう。
{\displaystyle \alpha }の共終数はよく{\displaystyle {\mbox{cf}}(\alpha )}
と記される。
共終数は順序数の性質として非常に重要なものであり、その他の性質に
大きく影響している。また下記の正則基数と特異基数の違いは顕著である。

## 正則基数
{\displaystyle {\mbox{cf}}(\alpha )=\alpha }となるとき、順序数{\displaystyle \alpha }
は正則(regular)であるという。
明らかに正則な順序数は基数であり、そのため通常は
正則基数という言葉で呼ばれる。
一般に{\displaystyle {\mbox{cf}}({\mbox{cf}}(\alpha ))={\mbox{cf}}(\alpha )}が成り立つので共終数は常に正則である。
例えば、後続基数は全て正則基数である。
非可算で正則な極限基数は弱到達不可能基数と呼ばれ、その存在の整合性は
標準的な集合論の公理系であるZFCから証明不可能である。

## 特異基数
正則でない順序数のことを特異順序数(singular ordinal)と呼び、
それが基数の場合には特異基数(singular cardinal)と呼ぶ。
例えば、{\displaystyle \omega }番目の無限基数、{\displaystyle \aleph _{\omega }}は
特異基数である。
特異基数の構造は公理的集合論において最も興味を持たれている対象の
一つであり、シルバーの定理やシェラーのpcf理論などのような
目覚ましい成果を挙げている。